# Van Siclen Avenue (stacja metra na Jamaica Line)
Van Siclen Avenue – stacja metra nowojorskiego, na linii J i Z. Znajduje się w dzielnicy Brooklyn, w Nowym Jorku i zlokalizowana jest pomiędzy stacjami Cleveland Street i Alabama Avenue. Została otwarta 3 grudnia 1885.